# Aloe meyeri
Aloe meyeri é uma espécie de liliopsida do gênero Aloe, pertencente à família Asphodelaceae.